# Stellaria miahuatlana
Stellaria miahuatlana är en nejlikväxtart som beskrevs av Billie Lee Turner. Stellaria miahuatlana ingår i släktet stjärnblommor, och familjen nejlikväxter. Inga underarter finns listade i Catalogue of Life.